# Peter Ludwig Kühnen

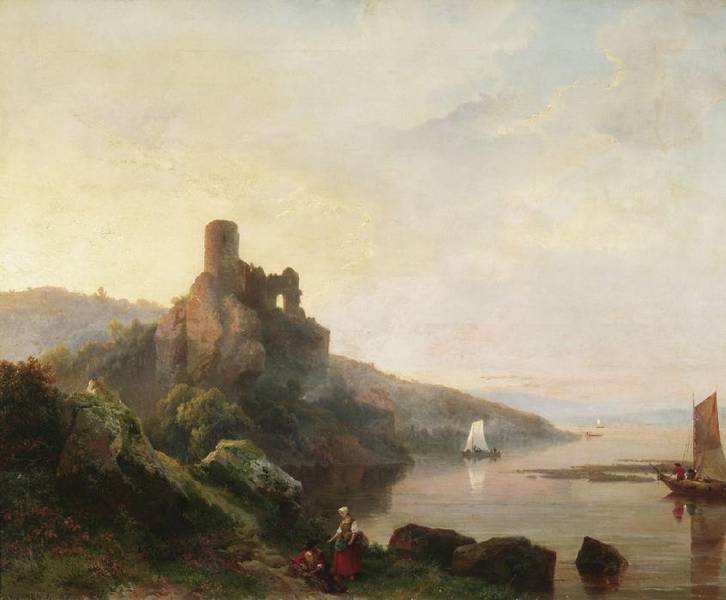
Romantische Rheinlandschaft mit Burgruine im Abendrot

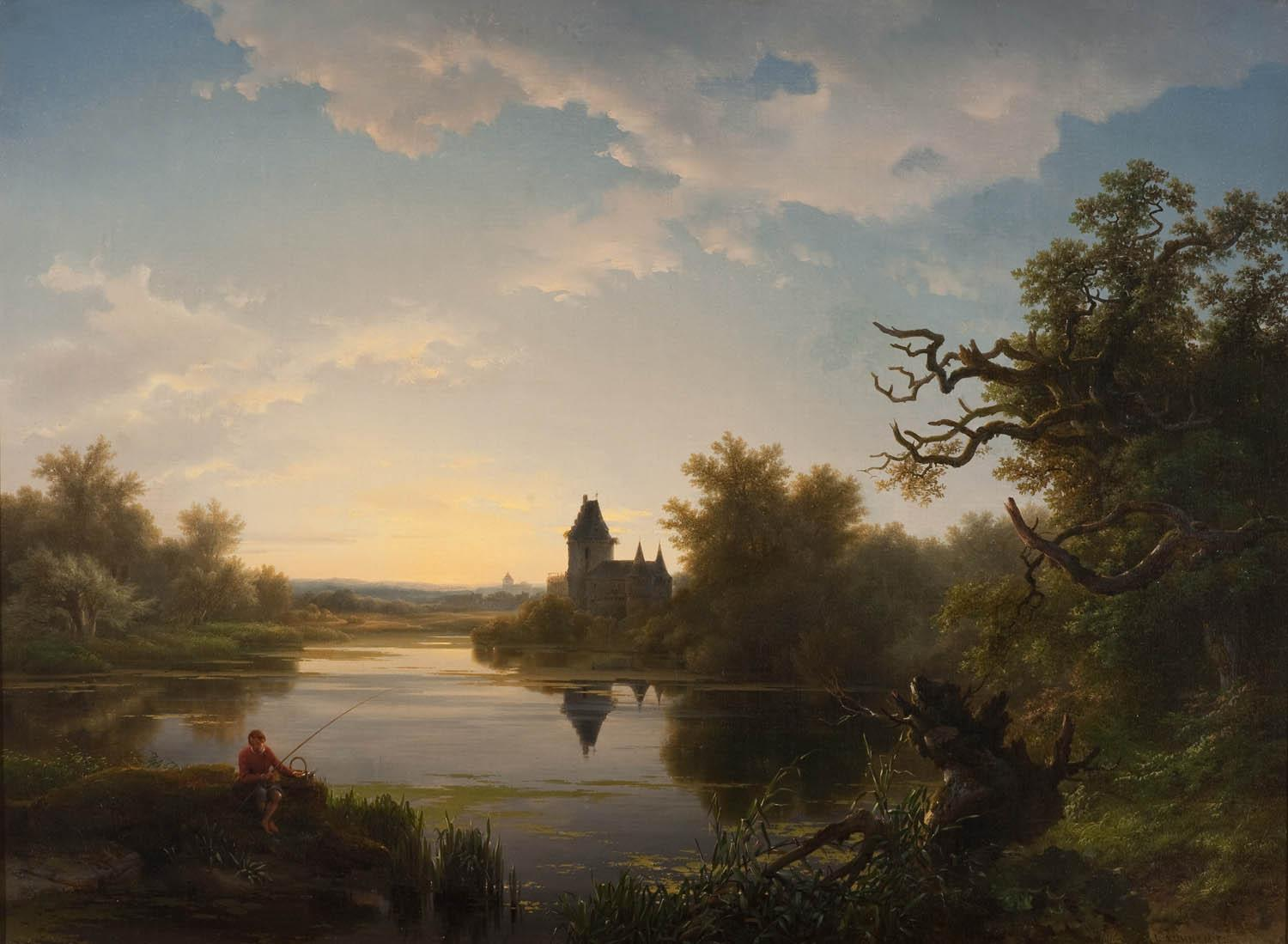
Einsamer Fischer im Abendlicht, 1841

Peter Ludwig Kühnen, in manchen Quellen auch Kuhnen und in Belgien bekannt als Pieter Lodewyk Kuhnen oder Pierre Louis Kuhnen, (* 14. Februar 1812 in Aachen; † 22. November 1877 in Schaerbeek in Brüssel) war ein deutscher Landschaftsmaler der Romantik.

## Leben und Wirken
Der Sohn des Kaufmanns Simon Gerlach Kühnen und der Anne Plum wurde bereits mit dreizehn Jahren Vollwaise. Unterstützt von der Aachener Stadtverwaltung erhielt er daraufhin eine Ausbildung zum Lithografen in der „La Ruelle’sche Accidenzdruckerei“ zu Aachen. In seiner Freizeit nahm er in der Aachener Zeichenschule bei Johann Baptist Joseph Bastiné Malunterricht. Dort bescheinigten ihm seine Lehrer enormen Fleiß und eine große technische Präzision. Anfangs spezialisierte sich Kühnen auf Wappenzeichnungen und Miniaturportraits, die er von zahlreichen Persönlichkeiten fertigte. Etwa ab 1830 erstellte er seine ersten Landschaftsbilder. Mitte der 1830er Jahre erhielt Kühnen von Herzog Prosper Ludwig von Arenberg den Auftrag, dessen Söhne zu malen. Auch durch diese Werke wurde er bekannt, vor allem bei belgischen Künstlern und Kunstkennern. Dadurch motiviert und durch mehrere belgischen Maler wie beispielsweise Gustav Wappers, Josef Geefs, Eugène Joseph Verboeckhoven und Ferdinand de Braekeleer ermuntert, verlegte er 1836 seinen Arbeitssitz nach Brüssel, wo ihn allerdings wenig später eine Augenerkrankung, die durch den Gebrauch von Lupen hervorgerufen war, zwang, die extrem feine und präzise Miniaturmalerei aufzugeben.
Kühnen widmete sich nach weitgehender Genesung der Augenkrankheit fortan der Landschaftsmalerei, womit er seine größten Erfolge erzielte. Seine Gemälde waren auf mehreren internationalen Kunst- und Gemäldeausstellungen vertreten. 1842 errang er auf dem Brüsseler Salon die silberne und drei Jahre später die goldene Medaille. Im Jahre 1846 wurde ihm in Paris der höchste Ehrenpreis des Salon de Paris zuerkannt, 1850 nochmals ein erster Preis in Brügge. Weiterhin war er viermal auf der Gemäldeausstellung des Kunstvereins zu Bremen sowie in London und Amerika vertreten. Dies führte dazu, dass Kühnen zahlreiche Aufträge von Kunstliebhabern und Angehörigen des belgischen Hochadels erhielt. Außerdem wurde er zum Privatlehrer für einige talentierte Nachwuchskünstler im Mal- und Zeichenunterricht berufen.
Ferner wurde das belgische Königshaus auf Kühnen aufmerksam. König Leopold I. von Belgien stellte ihn als Zeichen- und Mallehrer für seine einzige Tochter, Charlotte von Belgien, ein. Noch Jahre später, als Charlotte bereits als Ehefrau des Maximilian I. von Mexiko Kaiserin von Mexiko geworden war, veranlasste sie als Dankesbekundung, dass Kühnen für seinen langjährigen Kunstunterricht im Jahre 1865 mit dem Orden unserer lieben Frauen von Guadalupe geehrt wurde. Zuvor hatte Kühnen bereits 1856 vom belgischen König das Ritterkreuz des Leopoldsordens erhalten.

## Familie
Peter Ludwig Kühnen war verheiratet mit Anna Barbara Josefine Hubertine, geborene Beckers (1807–1864), welche selbst eine in Kennerkreisen bekannte Landschaftsmalerin war. Ihrer beider Sohn, Simon Gerlach Leopold Victor Kühnen (* 25. Juni 1836 in Aachen), tat es seinen Eltern gleich und wurde ein verdienter Portraitmaler. Nach seinem Tod vermachte Peter Ludwig Kühnen einen Großteil seiner Werke dem Königlichen Museum für Moderne Kunst in Brüssel sowie dem Suermondt-Ludwig-Museum in Aachen.

## Werke (Auswahl)
- Romantische Fluss- und Gebirgslandschaft, Öl auf Leinwand, o. A.
- Landschaft mit Weiher, o. A.
- Figures by a ruin in an extensive wooded landscape, Öl auf Leinwand, o. A.
- Sheep before a farmhouse in a wooded river landscape, Öl auf Leinwand, o. A.
- A sunlit cottage near a pond, Öl auf Leinwand, o. A.
- A landscape with three men in a boat, o. A.
- Abendlandschaft mit rastenden Wanderern an einem Weg, Öl auf Leinwand, o. A.
- A wooded landscape with cattle and a cottage along a brook, Öl auf Leinwand, o. A.
- View of town, Öl auf Leinwand, o. A.
- Animated landscape with waterfall, Öl auf Leinwand, o. A.
- The wood gatherers, Öl auf Leinwand, o. A.
- Figures in a river landscape, Öl auf Leinwand, o. A.